# Харсеев (хутор)
Харсеев — хутор в Дубовском районе Ростовской области. 
Входит в состав Жуковского сельского поселения.

## География

### Улицы
- пер. Карьерный,
- ул. Горького,
- ул. Дачная,
- ул. Крайняя,
- ул. Крестьянская,
- ул. Рыбачья,
- ул. Степная.

## Население
| 1989 | 2002 | 2010 |
| ---- | ---- | ---- |
| 71   | ↘70  | ↘69  |